# Coalition for Epidemic Preparedness Innovation
Coalition for Epidemic Preparedness Innovation, (CEPI), är en stiftelse grundad 2016 som finansierar utveckling av vacciner mot nya epidemiska sjukdomar. CEPI arbetar främst med vacciner mot mers, covid-19, Nipahvirus, Lassafeber, Rift Valley-feber och Chikungunyavirus.
Stiftelsekapitalet kommer från Bill and Melinda Gates Foundation, Wellcome Trust, Europeiska Unionen samt länder som Norge, Japan, Tyskland och Storbritannien. Den har sitt säte i Oslo i Norge och kontor i Oslo, London och Washington D.C. med sammanlagt 68 anställda.
Syftet anges som att ge länder "jämbördig åtkomst" vid pandemier, innebärande att vacciner skulle säljas till fattiga länder till godtagbara priser. Kostnaden för de patenterade vaccinerna hade sedan uppfattats som ett bekymmer av epidemiologer, och frågan hade uppmärksammats i samband med åtkomst av ebolavaccin i Västafrika 2013–2016.
CEPI:s ursprungliga policy innehöll specifika medel för att hindra några av dessa marknadsproblem. Alla vaccintillverkningskontrakt skulle granskas i förväg av en offentlig granskingskommission. Bolagen skulle vara tvungna att dela alla sina forskningsdata, som tagits fram för CEPI-medel, samtidigt som CEPI inte skulle ha den intellektuella äganderätten.
Läkemedelsbolag som Johnson & Johnson, Pfizer och Takeda, riktade invändningar mot denna ursprungliga policy, varefter dessa bestämmelser togs bort i december 2018.

## Vaccin mot covid-19
Fördjupning: CVnCoV
- I januari 2020 började CEPI finansiera tre team som arbetade med COVID-19-vaccin, från Moderna, Inovio Pharmaceuticals och University of Queensland.[3][4]

- I mars 2020 gav CEPI finansiellt stöd till ytterligare två projekt, som bedrevs av Novavax svenska dotterbolag samt av Jenner Institute vid Oxfords universitet.[5]